# Mimela cariniventris
Mimela cariniventris är en skalbaggsart som beskrevs av Lin 1990. Mimela cariniventris ingår i släktet Mimela och familjen Rutelidae. Inga underarter finns listade i Catalogue of Life.